# Shilongtou
Shilongtou (石龙头石龙头 Shilongzhai yizhi) ist eine paläolithische Fundstätte in Daye in der Provinz Hubei, China. Sie liegt im Dorf Zhangshan (章山村) der Großgemeinde Siguzha (四顾闸镇). Nach ihr ist die paläolithische Shilongtou-Kultur (Shilongtou Wenhua) benannt. 